# Jan Kureczko

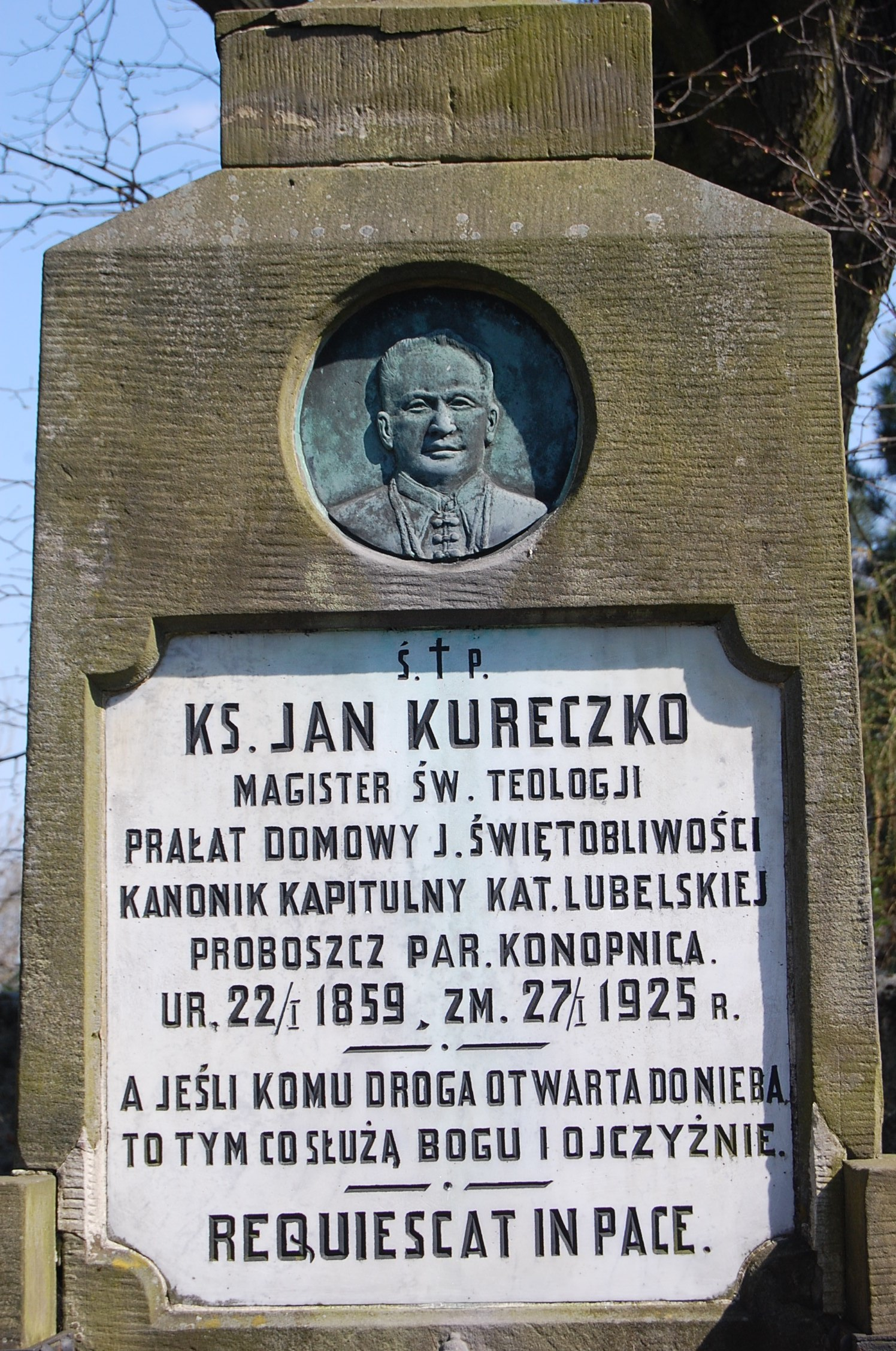
Tablica nagrobna ks. Kureczki

Jan Kureczko (ur. 22 stycznia 1859, zm. 27 stycznia 1925 r.) – polski duchowny katolicki, magister teologii, prałat pomocniczy biskupa lubelskiego, kanonik Kapituły Katedry Lubelskiej, prezes Rady Szkolnej Macierzy powiatu lubelskiego, założyciel Kasy Pomocy Obywatelskiej, propagator literatury w języku polskim, w latach 1892–1925 proboszcz parafii w Konopnicy. Staraniem ks. Kureczki wybudowano w 1906 roku neogotycki kościół w Konopnicy. Otwartą w 1914 r. nową szkołę w Konopnicy ks. Kureczko wspierał w podnoszeniu poziomu nauczania i wychowania. Dnia 12 kwietnia 1922 roku, za pozwoleniem Kurii Biskupiej Lubelskiej, dokonał poświęcenia nowej drewnianej świątyni w Motyczu. Pochowany na cmentarzu w Konopnicy.